# Puissance de la parole (nouvelle)
Puissance de la parole (The Power of Words) est une nouvelle d'Edgar Allan Poe publiée pour la première fois en juin 1845. Traduite en français par Charles Baudelaire, elle fait partie du recueil Nouvelles histoires extraordinaires.

## Reprise du titre
- Puissance de la parole, film français de Jean-Luc Godard, sorti en 1988, avec Jean Bouise.